# Klaus Havenstein
Klaus Havenstein (Wittenberge, 7 april 1922 - München, 19 maart 1998) was een Duitse presentator, acteur, cabaretier en stemacteur.

## Voorgeschiedenis
Klaus Havenstein werd geboren in Wittenberge als zoon van treinmachinist Otto Havenstein en zijn vrouw Marie. Direct na zijn geboorte verhuisde de familie naar Harburg, sinds 1937 Hamburg-Harburg, waar Otto Havenstein zijn loopbaan bij de Duitse Reichsbahn voortzette en promoveerde tot Reichsbahnoberinspektor.
In 1937 startte Klaus Havenstein een opleiding als detailhandel-medewerker in een kruidenierszaak. Tegen de wil van zijn vader nam hij privé-toneelonderricht. Aan het begin van de oorlog werd hij opgeroepen voor de militaire dienst als artillerist. Hij nam deel aan de veldslag in Frankrijk, de bezetting van Griekenland en de oorlog tegen de Sovjet-Unie.

## Carrière
In 1956 was Havenstein een van de oprichters van en Münchner Lach- und Schießgesellschaft. Samen met Ursula Herking, Dieter Hildebrandt en Oliver Hassencamp gaf hij in de jaren 1950 en 1960 vorm aan scherp en provocerend amusement. In 1972 ging het ensemble uit elkaar, maar ze bleven actief op radio en tv.
Bij de Duitse synchronisatie van de apenkoning King Louie in de Walt Disney-verfilming van het Jungle Boek (1967) nam hij zowel het spraak- als het zanggedeelte voor zijn rekening. Daarnaast synchroniseerde hij onder andere Michel Galabru (Le Gendarme de St. Tropez), Gene Wilder (Young Frankenstein), Jack Lemmon (Mister Roberts), Alberto Sordi (Vitteloni) en Peter Ustinov. Hij presenteerde het kinderprogramma Sport-Spiel-Spannung. Hij acteerde in films en begon een lange samenwerking met de Bayerischer Rundfunk. In de periode van 46 jaar produceerde hij rondom de 3000 uitzendingen. Hij gaf vorm aan de radio-kinderserie Jeremias Schrumpelhut van de schrijver Wolf-Dieter von Tippelskirch, waarin hij in alle 50 rollen zelf sprak.
In 1996 stopte hij als presentator bij de radio. Van 1990 tot 1992 was hij administrateur van de Burgfestspiele Bad Vilbel, waar zich de naar hem vernoemde Klaus Havensteinweg bevindt, die leidt naar deze Burgfestspiele. Verder speelde hij gastrollen in diverse tv-uitzendingen, onder andere in Rudis Tageshow met Rudi Carrell. In 1976 werkte hij mee in de tv-serie Notarztwagen 7. Gastoptredens had hij in de tv-series Der Kommissar, Lokaltermin, Detektivbüro Roth, Großstadtrevier en Die Schwarzwaldklinik.

## Privéleven en overlijden
Klaus Havenstein was sinds 1958 getrouwd. Hij overleed op 19 maart 1998 op 75-jarige leeftijd aan hartfalen en werd bijgezet op de Münchner Nordfriedhof.

## Filmografie

### Als acteur
- 1953: Die goldene Gans
- 1955: Königswalzer
- 1956: Die Heinzelmännchen
- 1959: Das schöne Abenteuer
- 1959: Menschen im Netz
- 1960: Ein Weihnachtslied in Prosa oder Eine Geistergeschichte zum Christfest
- 1960: Immer will ich dir gehören
- 1960: Sturm im Wasserglas
- 1962: Schneewittchen und die sieben Gaukler
- 1966: Zwei Girls vom Roten Stern
- 1973: Lokaltermin
- 1973: Paganini
- 1975: Der Kommissar
- 1976: Notarztwagen 7
- 1980: Ein verrücktes Paar
- 1981: Rudis Tagesshow
- 1982: Im Dschungel ist der Teufel los
- 1984: Walt Disney’s fröhliche Weihnachten
- 1986: Detektivbüro Roth
- 1987: Die Schwarzwaldklinik
- 1987: Großstadtrevier

### Synchronisatie
- 1955: Keine Zeit für Heldentum
- 1964: Der Gendarm von Saint Tropez
- 1967: Das Dschungelbuch
- 1968: Ein toller Käfer
- 1969: Die Konferenz der Tiere
- 1970: Aristocats
- 1972: Willi wird das Kind schon schaukeln
- 1974: Extrablatt
- 1974: Frankenstein Junior
- 1988: Oliver & Co.
- 1990: Mumins (verteller)
- 1992: Das kleine Gespenst (stem)
- 1997: Jesusgeschichten

## Hoorspelen
- 1951: In der 25. Stunde – regie: Hanns Cremer
- 1956: Onkels Birnbaum oder Hier passiert ja nie etwas – regie: Hellmuth Kirchammer
- 1956: Die Kameliendame – regie: Walter Ohm
- 1957: Der Mann im Keller – regie: Fritz Benscher
- 1957: Die Ballade vom halben Jahrhundert – regie: Heinz-Günter Stamm
- 1957: Der Barometermacher auf der Zauberinsel – regie: Karl Bogner
- 1958: Junger Herr für Jenny – regie: Willy Purucker
- 1958: Mr. Popple greift in die Tasche – regie: Walter Netzsch
- 1958: Täter gesucht! – mede-auteur en regie: Fritz Benscher
- 1958: Lauter Engel um Monsieur Jacques – regie: Heinz-Günter Stamm
- 1958: Onkel Buonaparte – regie: Willy Purucker
- 1959: Neues von Dickie Dick Dickens! (1) – regie: Walter Netzsch
- 1959: Das Lied von Bernadette – regie: Heinz-Günter Stamm
- 1959: Das Tagebuch der französischen Bürgerin Désirée Clary – regie: Heinz-Günter Stamm
- 1959: Madame Aurélie oder Die Frau des Bäckers – regie: Heinz-Günter Stamm
- 1960: Rosamunde oder Der Lebenslauf eines Klaviers – regie: August Everding
- 1960: Prinz Kuckuck und die Eleganz – regie: Emil Schölderle
- 1960: Es geschah am 1. April – mede-auteur en regie: Walter Netzsch
- 1960: Dickie Dick Dickens – wieder im Lande (3e seizoen) – regie: Walter Netzsch
- 1960: Peter Voss, der Millionendieb – regie: Heinz-Günter Stamm
- 1960: Die Beiden aus Verona – regie: Hans Dieter Schwarze
- 1960: Klein Dorrit – regie: Heinz-Günter Stamm
- 1962: Grieminahles – auteur en regie: Walter Netzsch
- 1963: Tante Flora – regie: Jan Alverdes
- 1963: Party-Sorgen – regie: Sammy Drechsel
- 1963: Inspektor Hornleigh (3e seizoen) – regie: Walter Netzsch
- 1964: Der Mittelstürmer starb im Morgenlicht – regie: Werner Hausmann
- 1965: Strandläufer – regie: Hans Dieter Schwarze
- 1968: Was sagen Sie zu Erwin Mauss? – regie: Paul Pörtner
- 1968: Die friedliche Insel – regie: Walter Netzsch
- 1982: Die Experten; 7e aflevering: Wo bleibt Wannamaker? – regie: Walter Netzsch
- 1986: Der 29. Februar (van Günter Eich) – regie: Werner Simon
- 1986: Streng vertraulich – regie: Alexander Malachovsky
- 1987: Die Brücke am Lipper Ley – regie: Günther Sauer
- 1987: Krille-Clown – regie: Werner Simon
- 1990: GROSSE AUGENBLICKE oder OBSKUR IST ALLES ODER NICHTS – regie: Heinz Hostnig
- 1998: Don Quixote (Sechsteiler) – auteur en regie: Walter Wippersberg
- 1996: Die Geschichte von vier Kindern, die um die Welt segelten – regie: Otto Düben
- 1997: Weihnachten auf freier Strecke – regie: Eva Demmelhuber